# 상몽골인
상몽골족은 거의 대부분 오이라트 4부족 연맹 코슈트인 출신이었지만 초로스인, 토르구트인, 그리고 할하부 출신도 없지 않았다. 20세기 초 상몽골에는 29개 기(旗)가 있었는데, 그 중 21기가 서몽골인 오이라트부 코슈트인, 2기가 서몽골족 오이라트부 초로스인, 4기가 서몽골족 오이라트부 토르구트인, 1기가 동몽골인 할하부 혈통이었다. 2010년 현재 상몽골족은 9기 8-9만 명이 존재한다.